# ۱ پیکومتر
در این صفحه فهرستی از طول‌های میان ۱۰−۱۲ متر و ۱۰−۱۱ متر یا ۱ pm و ۱۰ pm آورده شده‌است.
طول‌های کوتاه تر از ۱ پیکومتر
- ۱ pm = یک پیکومتر = ۱٬۰۰۰ فمتومتر
- ۱ pm = فاصلهٔ میان هسته اتم در یک کوتولهٔ سفید
- ۲٫۴ pm — طول موج کامپتون الکترون.
- ۵ pm — طول موج پرتو ایکس (تقریبا)

طول‌های بلندتر از ۱۰ پیکومتر